# Rally de Montecarlo de 2011
El Rally de Montecarlo de 2011 fue la 79.ª edición del rally y la primera ronda de la Temporada 2011 del Intercontinental Rally Challenge. El vencedor fue el francés Bryan Bouffier, con un Peugeot 207 S2000 siendo su primera victoria en la prueba. El itinerario estaba compuesto de trece tramos disputados en tres días, con un total de 336,93 km cronometrados. El vencedor fue el francés Bryan Bouffier, acompañado en el podio por Freddy Loix y Guy Wilks.

## Itinerario y ganadores
| Día   | Tramo | Hora  | Tramo                                     | Distancia | Ganador            | Tiempo  | Vel. media  | Líder rally       |
| ----- | ----- | ----- | ----------------------------------------- | --------- | ------------------ | ------- | ----------- | ----------------- |
| Día 1 | SS1   | 10:05 | Le Moulinon – Antraigues                  | 36.87 km  | Stéphane Sarrazin  | 23:35.6 | 93.76 km/h  | Stéphane Sarrazin |
| Día 1 | SS2   | 11:40 | Burzet – St Martial                       | 41.06 km  | Juho Hänninen      | 22:39.6 | 108.72 km/h | Juho Hänninen     |
| Día 1 | SS3   | 14:11 | St-Bonnet-le-Froid – St-Bonnet-le-Froid   | 25.22 km  | Juho Hänninen      | 12:40.0 | 119.46 km/h | Juho Hänninen     |
| Día 1 | SS4   | 16:20 | St-Bonnet-le-Froid – St-Bonnet-le-Froid   | 25.22 km  | Freddy Loix        | 12:37.2 | 119.90 km/h | Juho Hänninen     |
| Día 2 | SS5   | 12:23 | St-Jean-en-Royans – Font d'Urle           | 23.05 km  | Juho Hänninen      | 11:51.0 | 116.71 km/h | Juho Hänninen     |
| Día 2 | SS6   | 13:04 | Cimetiere de Vassieux – Col de Gaudissart | 24.13 km  | Bryan Bouffier     | 12:50.0 | 112.82 km/h | Juho Hänninen     |
| Día 2 | SS7   | 16:07 | St-Jean-en-Royans – Font d'Urle           | 23.05 km  | Bryan Bouffier     | 14:57.1 | 92.50 km/h  | Bryan Bouffier    |
| Día 2 | SS8   | 16:48 | Cimetiere de Vassieux – Col de Gaudissart | 24.13 km  | François Delecour  | 21:16.7 | 68.04 km/h  | Bryan Bouffier    |
| Día 3 | SS9   | 09:08 | Montauban-sur-l'Ouvèze – Eygalayes        | 29.89 km  | Stéphane Sarrazin  | 17:45.3 | 101.01 km/h | Bryan Bouffier    |
| Día 3 | SS10  | 19:15 | Moulinet – La Bollène Vésubie             | 23.41 km  | Nicolas Vouilloz   | 16:24.6 | 85.59 km/h  | Bryan Bouffier    |
| Día 3 | SS11  | 19:58 | Lantosque – Lucéram                       | 18.81 km  | Giandomenico Basso | 13:28.2 | 83.79 km/h  | Bryan Bouffier    |
| Día 3 | SS12  | 23:25 | Moulinet – La Bollène Vésubie             | 23.41 km  | Stéphane Sarrazin  | 16:08.8 | 86.99 km/h  | Bryan Bouffier    |
| Día 3 | SS13  | 00:08 | Lantosque – Lucéram                       | 18.81 km  | Stéphane Sarrazin  | 13:08.9 | 85.84 km/h  | Bryan Bouffier    |

## Clasificación final
- En total, 54 participantes finalizaron y 48 se retiraron.

| Pos. | Piloto             | Copiloto               | Automóvil         | Tiempo    | Diferencia | Puntos |
| ---- | ------------------ | ---------------------- | ----------------- | --------- | ---------- | ------ |
| 1.   | Bryan Bouffier     | Xavier Panseri         | Peugeot 207 S2000 | 3:32:55.6 | 0.0        | 25     |
| 2.   | Freddy Loix        | Frédéric Miclotte      | Škoda Fabia S2000 | 3:33:28.1 | 32.5       | 18     |
| 3.   | Guy Wilks          | Phil Pugh              | Peugeot 207 S2000 | 3:34:15.3 | 1:19.7     | 15     |
| 4.   | Stéphane Sarrazin  | Jacques-Julien Renucci | Peugeot 207 S2000 | 3:34:17.5 | 1:21.9     | 12     |
| 5.   | François Delecour  | Dominique Savignoni    | Peugeot 207 S2000 | 3:34:18.0 | 1:22.4     | 10     |
| 6.   | Juho Hänninen      | Mikko Markkula         | Škoda Fabia S2000 | 3:34:24.9 | 1:29.3     | 8      |
| 7.   | Nicolas Vouilloz   | Benjamin Veillas       | Škoda Fabia S2000 | 3:37:43.4 | 4:47.8     | 6      |
| 8.   | Jan Kopecký        | Petr Starý             | Škoda Fabia S2000 | 3:40:41.5 | 7:45.9     | 4      |
| 9.   | Giandomenico Basso | Mitia Dotta            | Peugeot 207 S2000 | 3:41:41.6 | 8:46.0     | 2      |
| 10.  | Toni Gardemeister  | Tomi Tuominen          | Peugeot 207 S2000 | 3:42:04.6 | 9:09.0     | 1      |